# Un enemic del Poble (revista)
Un enemic del Poble, subtitulada Fulla de subversió espiritual, fou una revista que Joan Salvat-Papasseit va començar a publicar quan entrà a treballar a les Galeries Laietanes el març del 1917 i que continuà fins al número 18, el maig del 1919.
El nom reivindicava l'obra teatral homònima escrita per Ibsen, un al·legat a favor de l'individu enfront de la majoria. Entre els seus col·laboradors habituals hi hagué Emili Eroles, Josep M. de Sucre, Joaquim Torres-Garcia, Dídac Ruiz, Àngel Samblancat, Alfons Maseras, Joaquim Folguera, Ramón Gómez de la Serna, Josep Maria Millàs-Raurell, Josep Maria López-Picó o Valentín de Pedro. En les il·lustracions hi col·laboraren artistes com Rafael Barradas, Pablo Gargallo o Celso Lagar.
La revista va ser capdavantera d'un pensament regenerador i social, seguint les petjades de l'anarquisme salvatià, que era un anarquisme de referents literaris com els de Nietzsche, però també amb citacions de Gorki i de Kropotkin lligat amb un cert tarannà cristià i, en el fons, participant del regeneracionisme de l'època.
En la publicació hi aparegueren els escrits teòrics de Salvat-Papasseit (com és ara el nietzschià Sóc jo que parlo als joves), així com els primers poemes avantguardistes (Columna vertebral: sageta de foc i 54045).

## Història
La revista es va començar a publicar quan Joan Salvat Papasseit treballava a l'apartat editorial de les Galeries Laietanes. Fou allà on el poeta català va fer madurar els seus neguits i va fundar la revista, amb la col·laboració dels il·lustradors uruguaians Joaquim Torres García i Rafael Barradas. La publicació va comptar amb dues sèries de publicacions. La primera, des de la seva primera publicació fins al gener de 1918, va tenir deu números. La segona, des del febrer de 1918 fins al final de la revista el maig de 1919, va tenir vuit números. Aquesta segona sèrie es va presentar amb una reflexió del que havia estat la revista fins aquell moment, «la publicació nostra ha sabut mantenir-se allunyada de influències i jerarques estranys, a manera laica, que és la nostra manera». Finalment, la revista es va acabar de publicar el maig de 1919 amb la publicació número divuit.

## Redacció
El redactor en cap i fundador de la revista fou Joan Salvat Papasseit qui va mantenir una secció pròpia dins la publicació anomenada Mots Propis. En aquesta secció, el poeta publicà un seguit d'aforismes que més tard recollí i publicà en un llibre. Entre els col·laboradors habituals destacaren el llibreter i escriptor català Emili Eroles, l'escriptor i pintor Josep Maria de Sucre, el pintor i escriptor Joaquim Torres-García i l'escriptor i periodista Ramón Gómez de la Serna. Aquests col·laboradors aparegueren sovint en les publicacions de la revista tot i que hi ha molts d'altres. Així, cal fer esment d'altres poetes que hi van aparèixer com Alfons Maseras, Joaquim Folguera o Jose Maria López-Picó. També fou rellevant la tasca dels il·lustradors Rafael Barradas, Pablo Gargallo, Celso Lagar o Rafael Benet.